# 高可用性
高可用性（こうかようせい、英: High Availability; ハイ・アベイラビリティ、HA）は可用性が高いことを示すIT用語。システムなどにおいて、サービス提供が出来なくなる事態の発生頻度が少ないことを指す。また、そのようなシステムをHA構成などと呼称する。システム的には冗長化構成を組んでいたり、バックアップ手段の確立、災害対策システムを講じることでHAを実現させる。IT業界においてはほぼクラスタリングあるいはクラスタサーバと同義で使用される用語。

## 概念
HAの概念としては先にあげた「高い可用性を誇ること」であり、それを実現させたシステムをHA構成あるいはHAサーバ、HAクラスターなどと呼称する。HAを実現するための手段としてはいくつかの方式が考えられるが、基本的にはシステム的な二重化がなされている構成のものをHA構成と呼ぶ事が一般的である。

## HA構成のシステムの例

### コールドスタンバイ構成
本番稼動しているサーバと同様の構成をした予備機を用意しておき、障害発生時に予備機で業務を継続させる方式。1台のみの運用時よりも可用性は高まるが、電源を入れる、差分データを取り込むなどのSE作業が発生するため、サービス提供停止時間が発生する。

### ホットスタンバイ構成
同様の構成をしたサーバを2台以上用意し1台が使用不可となった場合に自動的に系切替を実施し、サービスの提供を継続させる構成。コールドスタンバイ構成よりもサービス提供不可時間帯が短いため、可用性はさらに高まるが、待機させているサーバに対する運用・保守も必要になり運用コストは2倍以上となるうえ、正常系のシステムが停止した場合の切り替えの検証なども発生することなどから設計も複雑なものとなる。

### 両現用構成（負荷分散構成）
常に同様の機能を提供するサーバ2台以上で稼動させ、トラフィックの分散や負荷軽減などを実施する。障害発生時は正常なサーバのみで縮退運用を実施するため、サービス停止はほぼ0となる。二重障害を考慮した場合でも、台数を増やせば増やすほどその信頼度は高くなる。
ただし、データベースサーバなど、データの書き込みが発生するシステムでは、同時に複数のサーバに書き込んだ場合に不整合が発生しうることからこの構成が取りにくい場合がある。その場合は、読み込みは複数サーバから（リードレプリカ）、書き込みは一台のマスターサーバにというような考慮が必要になる。

### 災対構成
本番運用を行うサーバ群とは別個の地域にデータセンターを配置し、天変地異などによる本番データセンターでの運用が継続できなくなった場合でもサービス提供できるようにする方式。